# 도요오카정 (사이타마현)
도요오카정(豊岡町)은 사이타마현 이루마군에 설치되었던 정이다. 현재의 이루마시에 해당한다.